# Chenla

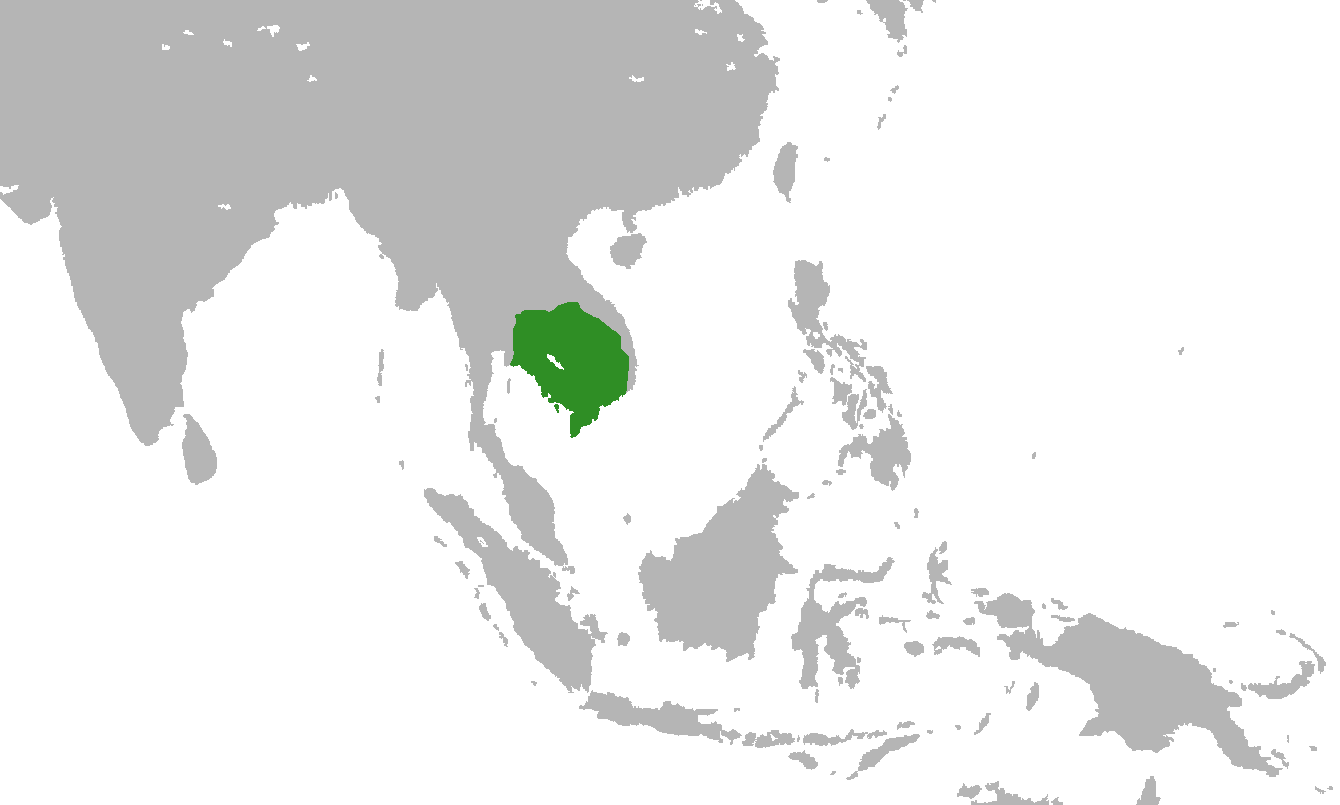
Chenla omstreeks 600 CE

Chenla, ook wel Zhenla, is de naam van minstens twee vroege koninkrijken in het huidige Cambodja, die tussen de zesde en negende eeuw op onregelmatige basis belasting aan de keizers van China overdroegen. De naam Chenla is de naam gebruikt door Chinese schrijvers uit deze tijd. Deze naam is later door Westerse historici uit het koloniale tijdperk overgenomen. De naam die door de bewoners zelf gebruikt werd was waarschijnlijk 'Kambu'. Veel historici gaan ervan uit dat Cambodja in deze periode uit een verzameling rijkjes bestond, die door verschillende heersers bestuurd werden. De twee door de Chinese bronnen genoemde Chenla's waren wellicht twee van de machtigste daarvan.

## Vazal van Funan
Chenla werd door historici uit het koloniale tijdperk gezien als de directe voorloper van het latere Khmer-rijk. De inwoners van dit land waren Khmer. Het land komt voor het eerst voor in de kronieken van het Chinese hof als een vazalstaat van de eerdere Khmer-staat Funan, die in het hedendaagse zuiden van Vietnam ligt in de Mekongdelta.

## Onafhankelijkheid en onderwerping van Funan
In ongeveer het jaar 550 zou Chenla zijn onafhankelijkheid winnen en binnen 60 jaar zou het Funan helemaal veroveren. Hiermee nam Chenla ook de Indische cultuur over die in Funan eeuwen eerder geïntroduceerd was. Koning Bhavavarman I speelde in deze militaire expedities een belangrijke rol. Zijn hoofdstad heette Bhavapura en lag waarschijnlijk ten noorden van het Tonlé Sap-meer in de tegenwoordige provincie Kompong Thum. Van deze koning wordt verteld dat hij een linga oprichtte. Een van zijn opvolgers was Ishanavarman I die rond 618 een nieuwe hoofdstad stichtte, bij Sambor Prei Kuk eveneens in de provincie Kompong Thum, Ishanapura. Ondertussen breidde het rijk zich in deze periode uit over delen van wat nu het zuiden van Laos is, en het zuidelijke deel van Noordoost-Thailand. Er zijn in Thailand, in de noordoostelijke provincies Buriram en Surin, inscripties teruggevonden die dateren uit het jaar 600 en die naar dit rijk verwijzen.

## Verdeling van het rijk
In de achtste eeuw brak Chenla uiteen in twee rivaliserende dynastieën, de Chinese kronieken refereren aan deze staten als die van Water-Chenla (Chenla van de zee) en Land-Chenla (Chenla van het land).

### Land-Chenla
Het centrum van het noordelijke Land-Chenla lag in de provincie Champassak in zuidelijk Laos en ten noorden daarvan. Het belangrijkste centrum zou de plaats Sreshthapura geweest zijn.

### Water-Chenla
Het centrum van het zuidelijke Water-Chenla lag in de Mekong-delta, het oude Funan. In 715 brak het rijk uiteen in nog meer staten. Niettemin zijn in de regio rond Sambor een aantal inscripties gevonden waarvan twee, gedateerd in 770 en 781, een koning Jayavarman noemen. Is dat de voorganger van Jayavarman II? Een inscriptie uit 791 vermeldt de plaatsing van een beeld van de bodhisattva Lokeśvara, de eerste keer dat in dit gebied over het mahayana boeddhisme gesproken wordt.

## Invasie van Java
Gedurende de achtste eeuw kwam er een sterk maritiem rijk op, bekend als het 'Javarijk'. Onder historici heerst nog onenigheid over de ligging van dit rijk; het zou zowel op Java in Indonesië kunnen zijn als op het Maleisisch schiereiland. Het ligt echter zeer voor de hand hier te denken aan Shrivijaya, waar in deze periode een Javaanse koningsdynastie de macht had gegrepen. Dit rijk omvatte destijds grote gebieden van Sumatra, het Maleisisch schiereiland en Java. Dit rijk breidde zich snel uit en veroverde de meeste Chenla staten.

## Opkomst van het Khmer-rijk
De inwoners van Water-Chenla werden hierdoor gedwongen om landinwaarts te vluchten en ze kwamen terecht op de vlakte ten noordwesten van het Tonlé Sap-meer, dicht bij de oude hoofdstad Ishanapura. In dit gebied zou koning Jayavarman II zijn hoofdstad vestigen bij Hariharalaya, het tegenwoordige Roluos, aan de noordkant van het meer. Hiermee begon de periode van het Khmer-rijk, dat overigens door de Khmers zelf Kambujadesha werd genoemd.